# Petrorossia curvipenis
Petrorossia curvipenis är en tvåvingeart som beskrevs av Zaitzev 1988. Petrorossia curvipenis ingår i släktet Petrorossia och familjen svävflugor. Inga underarter finns listade i Catalogue of Life.